# Schule am Meer (Fernsehreihe)
Schule am Meer ist eine Fernsehfilmreihe der ARD, die seit Mai 2022 in unregelmäßigen Abständen auf dem ARD-Sendeplatz Endlich Freitag im Ersten ausgestrahlt wird.

## Inhalt
Die Fernsehreihe handelt von der Lehrerin Katharina Hendriks, die eine Berufsschule in Flensburg leitet und sich mit den alltäglichen Problemen mit Behörden, Kollegen und Schülern auseinandersetzen muss. Der Gastdozent Erik Olsen erschwert ihre Arbeit dabei jedoch immens, so lässt er einen Metzgerssohn das Schlachten eines Kalbs vor der gesamten Klasse zeigen.

## Besetzung
| Schauspieler      | Rollenname         | Position                                    | Episoden | Zeitraum  |
| ----------------- | ------------------ | ------------------------------------------- | -------- | --------- |
| Anja Kling        | Katharina Hendriks | Rektorin der Berufsschule                   | 1–       | seit 2022 |
| Oliver Mommsen    | Erik Olsen         | Gastdozent der Berufsschule                 | 1–       | seit 2022 |
| Carsten Bjørnlund | Bent Hendriks      | Ehemann von Katharina Hendriks              | 1–       | seit 2022 |
| Oliver Sauer      | Bernd Olsen        | Stadtrat und Bruder von Erik Olsen          | 1–       | seit 2022 |
| Gerit Kling       | Antje Beringer     | Köchin und Schwester von Katharina Hendriks | 1–       | seit 2022 |
| Monika Lennartz   | Hertha Olsen       | Mutter von Erik und Bernd Olsen             | 1–       | seit 2022 |

## Episodenliste
| Nr. | Originaltitel                      | Erstausstrahlung | Regie            | Drehbuch                                    | Zuschauer             |
| --- | ---------------------------------- | ---------------- | ---------------- | ------------------------------------------- | --------------------- |
| 1   | Schule am Meer – Frischer Wind     | 20. Mai 2022     | Wolfgang Eißler  | Uwe Kossmann Markus Hoffmann                | 3,69 Mio. (14,6 % MA) |
| 2   | Schule am Meer – Familienbande     | 13. Okt. 2023    | Stefan Bühling   | Hardi Sturm Uwe Kossmann Markus Hoffmann    | 3,10 Mio. (12,7 % MA) |
| 3   | Schule am Meer – Elternfreuden     | N.N.             | Miguel Alexandre | Maria Hilbert                               | N.N.                  |
| 4   | Schule am Meer - Große Erwartungen | N.N.             | Miguel Alexandre | Miguel Alexandre, Lisa Hofer, Maria Hilbert | N.N.                  |
| 5   | Schule am Meer - Klassenfahrt      | N.N.             | Miguel Alexandre | Miguel Alexandre, Lisa Hofer                | N.N.                  |